# 영성중학교
영성중학교(盈盛中學校)는 대한민국 경기도 성남시 중원구 하대원동에 있는 공립 중학교이다.

## 학교 연혁
- 1985년 12월 10일 : 교사 신축(11개 교실)
- 1985년 12월 18일 : 영성중학교 18학급 설립인가
- 1989년 2월 16일 : 제1회 377명 졸업
- 2005년 4월 13일 : 조리실 및 급식실 준공
- 2005년 6월 29일 : 청람관(별관) 개소식
- 2010년 4월 8일 : 체육관 준공
- 2011년 2월 28일 : 청람재 완공 (자기주도학습실 40석)
- 2024년 1월 5일 : 제36회 졸업식 104명 졸업(총 10,826명)
- 2024년 3월 1일 : 제15대 이수영 교장 취임

## 참고 자료
- 영성중학교 - 한국교육학술정보원 학교알리미